# Emilio Largo
Emilio Largo är James Bond-skurk i romanen Åskbollen (eng: Thunderball) och filmen med samma namn från 1965. I den inofficiella nyinspelningen av Åskbollen från 1983 Never Say Never Again har hans förnamn ändrats till Maximilian.

## Bakgrund
Largo är nummer 2 i S.P.E.C.T.R.E. och har således bara Ernst Stavro Blofeld själv som överordnad. Largo har huvudansvaret för SPECTRE:s utpressningsoperationer. Han har två "huvudkvarter", lyxvillan Palmyra belägen i Bahamas och lyxyachten Disco Volante. Han har en älskarinna, Domino och är omgiven av ett helt koppel hantlangare. Moraliska betänkligheter har han knappast. T.ex. ger Largo omedelbart order om att slänga en hantlangare i sin bassäng med hajar efter att denne misslyckats med att döda Bond.
Largo har huvudansvaret för en synnerligen omfattande utpressningsoperation riktad mot USA och Storbritannien. SPECTRE har lyckats stjäla två atombomber och kräver en lösesumma på 100 miljoner pund, annars kommer någon, av SPECTRE valfri, storstad att förintas. Largos yacht Disco Volante har en viktig roll. Den köptes av SPECTRE och är utrustad med bl a en undervattenlucka vilket gjorde det möjligt att ta hand om och transportera de stulna bomberna. Under förberedelserna för kuppen dödas Dominos bror François (i boken Giuseppe) på order av Blofeld och Largo.
James Bond lyckas så småningom hitta bomberna och SPECTRE:s utpressningsförsök misslyckas. Largo dödas i slutet av filmen Åskbollen, ombord på Disco Volante. Det är emellertid inte Bond som dödar honom utan Domino. Hon har fått reda på av Bond att Largo ligger bakom hennes brors död. I Never Say Never Again, liksom i boken, dödar Domino Largo under en undervattensbatalj med Bond.
I romanen Åskbollen får man veta att Largo är en storvuxen och stilig romare i fyrtioårsåldern. Han har deltagit i italienska olympialaget och nästan blivit olympisk mästare i australiskt crawl.
I filmen Åskbollen från 1965 spelas Largo av italienaren Adolfo Celi. I Never Say Never Again gestaltas han av österrikaren Klaus Maria Brandauer.